# Jean-Paul Boëtius
Jean-Paul Boëtius (Nasceu a 22 de março de 1994, em Roterdão) é um futebolista holandês que atua como atacante. Atualmente está sem clube. 

## Carreira

### Feyenoord
Criado nas categorias de base do Feyenoord onde também estreou como profissional em 2012. Em 19 de abril de 2013 sofreu uma grave lesão no joelho que o manteve praticamente parado por mais de quatro meses, até setembro seguinte, fazendo com que perdesse parte de sua nova temporada. Até 2015, ele obteve 80 jogos e 18 gols no campeonato.

### Basel
O FC Basel o contratou no início de agosto de 2015, logo após o meio-campista Derlis González ter deixado o clube pelo Dínamo de Kiev. Boëtius  assinou um contrato de quatro anos.Ele fez sua estreia pela equipe principal pelo Basel na rodada do play-off da Liga dos Campeões da UEFA de 2015–16 em 19 de agosto na partida contra o Maccabi Tel Aviv, que terminou empatado em 2 a 2.

### Genk
Em 31 de janeiro de 2017, foi contratado por empréstimo pelo KRC Genk até o final da temporada.

### Retorno ao Feyenoord
Em 23 de junho de 2017, o Feyenoord anunciou que Boëtius retornaria ao clube com um contrato de três anos.Em 22 de abril de 2018, ele jogou pelo Feyenoord e venceu a final da Copa KNVB de 2017–18 por 3–0 contra o AZ Alkmaar. 

### Mainz

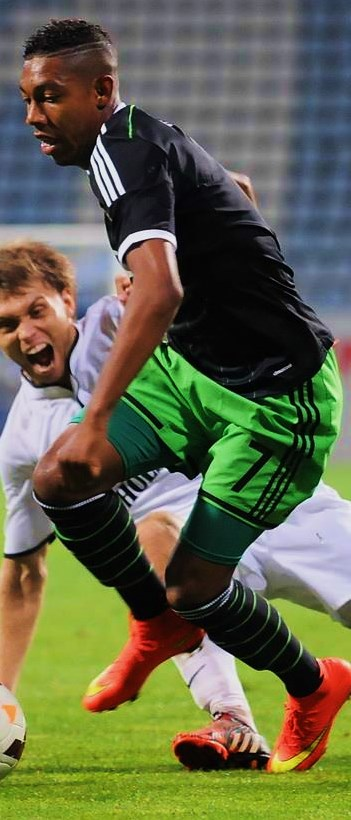
Boëtius em 2014 no Feyenoord.

Em 27 de agosto de 2018,  Boëtius foi anunciado pelo FSV Mainz 05 onde assinou um contrato de quatro anos até 2022 ao custo de €3.5 milhões
Boécio não renovou seu contrato com o Mainz 05 no final da temporada 2021-22.

### Herta
Em 8 de agosto de 2022, foi anunciado pelo Hertha BSC com contrato até 2025.
Em 22 de setembro de 2022, Boetius informou que  foi diagnosticado com câncer de testículo. O tumor foi descoberto em exame urológico.

## Títulos
Basel
- Campeonato Suíço: 2015-2016

Feyenoord
- Copa dos Países Baixos: 2017–18
- Supercopa dos Países Baixos: 2017